# St. Maria (Aengenesch)

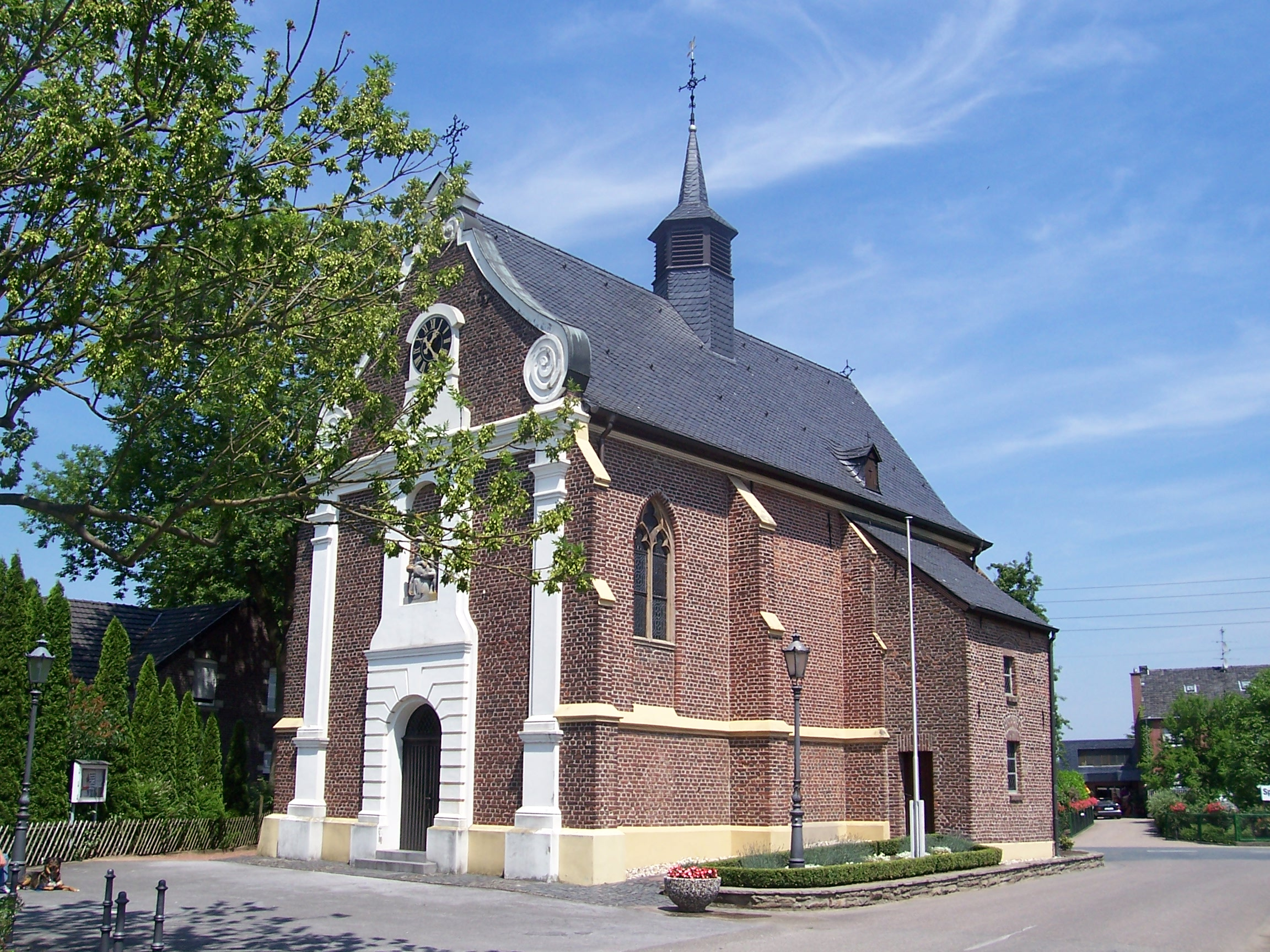
St. Maria

Die katholische Wallfahrtskapelle St. Maria ist ein denkmalgeschütztes Kirchengebäude in Aengenesch, einem Teil des Stadtteils Kapellen der Stadt Geldern im Kreis Kleve, Nordrhein-Westfalen.

## Geschichte und Architektur
Die Wallfahrtskapelle wurde um 1430 als einschiffiger, kreuzrippengewölbter Backsteinbau von drei Jochen und einem Chor mit 3/8-Schluss errichtet. Das Gebäude wurde 1720 um ein Joch nach Westen erweitert und mit einer Barockfassade versehen. Eine Renovierung wurde von 1931 bis 1932 durchgeführt. Die Kapelle wurde von 1981 bis 1983 saniert. Es wurde im Norden eine Sakristei angebaut Die bisherige Sakristei im Süden wurde als Bergkapelle eingerichtet. 

## Ausstattung
- Drei der fünf Fenster im Chorpolygon zeigen Szenen aus der Kindheit Christi. Sie wurden 1886 von F. Stummel entworfen.
- Der neugotische Altaraufsatz von 1885 wurde mit älteren Teilen ergänzt.
- Im Gesprenge steht eine Figur der Muttergottes aus der Zeit um 1470 bis 1480, sie wird Arnt Beedesnider zugeschrieben. Die Fassung stammt aus neugotischer Zeit.
- Ein Vesperbild aus dem 16. Jahrhundert; die Fassung ist verloren, das Bild wurde dunkel gebeizt.[1]
- Das Gnadenbild, die Schmerzhafte Mutter, steht in der Seitenkapelle.

## Legende
Um 1430 wurde ein Madonnenbild in einer Esche gefunden. Die Bewohner bauten an der Fundstelle eine Wallfahrtskapelle, die 1431 vom Kölner Weihbischof Konrad von Arnsberg geweiht wurde. Danach entwickelte sich die Kapelle zu einem regionalen Wallfahrtsort.